# Ennetbaden
Ennetbaden é uma comuna da Suíça, no Cantão Argóvia, com cerca de 2.950 habitantes. Estende-se por uma área de 2,11 km², de densidade populacional de 1.398 hab/km². Confina com as seguintes comunas: Baden, Freienwil, Oberehrendingen, Obersiggenthal, Wettingen.
A língua oficial nesta comuna é o Alemão.